# Piotr Stołypin
Piotr Arkadiewicz Stołypin (ros. Пётр Аркадьевич Столыпин; ur. 14 kwietnia 1862 w Dreźnie, zm. 5 września?/18 września 1911 w Kijowie) – działacz państwowy i polityk rosyjski, 1906–1911 premier i minister spraw wewnętrznych w okresie rządów Mikołaja II.

## Życiorys
Pochodził ze starej rodziny szlacheckiej. Ukończył gimnazjum wileńskie, a później studia na Uniwersytecie Petersburskim. Po ukończeniu nauki w 1884 rozpoczął służbę państwową w Ministerstwie Spraw Wewnętrznych. Od 1902 gubernator guberni grodzieńskiej, w latach 1903–1906 guberni saratowskiej.
Od 26 kwietnia 1906 minister spraw wewnętrznych, a od 21 lipca jednocześnie przewodniczący Rady Ministrów. Kierował tłumieniem rewolucji 1905–1907, stosował sądy wojskowe w stosunku do rewolucjonistów ze skazywaniem na karę śmierci. Stosował terror w walce z ruchem rewolucyjnym (sznur do wieszania skazanych nazywano „krawatem Stołypina”). Okres jego władzy określany jest jako „reakcja stołypinowska”. W 1907 rozwiązał Dumę, zmienił ordynację wyborczą i znacznie ograniczył uprawnienia parlamentu sprowadzając go do instytucji fasadowej.
Jednocześnie Stołypin dążył do modernizacji państwa. Wspólnie z Aleksandrem Kriwoszeinem oraz Carlem Andreasem Koefoedem, przeprowadził zakrojoną na szeroką skalę reformę rolną (pozwolenie na opuszczanie wspólnot wiejskich), w celu utworzenia socjalnego oparcia dla caratu na wsi.
W 1910 wysunął projekt wprowadzenia ziemstw w 6 guberniach (witebskiej, wołyńskiej, kijowskiej, mińskiej, mohylewskiej i podolskiej) przewidujący kurie narodowościowe dla uniknięcia uprzywilejowania polskich ziemian. Wskutek oporu Rady Państwa (przeciwko wystąpił zwłaszcza były minister spraw wewnętrznych Piotr Durnowo) premier nakłonił cara do wprowadzenia projektu w drodze ukazu wydanego na podstawie art. 87 Ustaw Zasadniczych z 1906. Mikołaj II postąpił zgodnie z radą Stołypina 14 marca?/27 marca 1911, lecz premier utracił monarsze zaufanie.
Stołypin został w Kijowie śmiertelnie raniony w zamachu 1 września?/14 września 1911 przez mającego powiązania z Ochraną eserowca Dmitrija Bogrowa i zmarł 5 września?/18 września 1911.
W 2006 r. na podstawie dziejów Stołypina nakręcono 14-odcinkowy serial historyczny pt. Stołypin (Столыпин... Невыученные уроки) w reż. Jurija Kuzina.

## Bibliografia

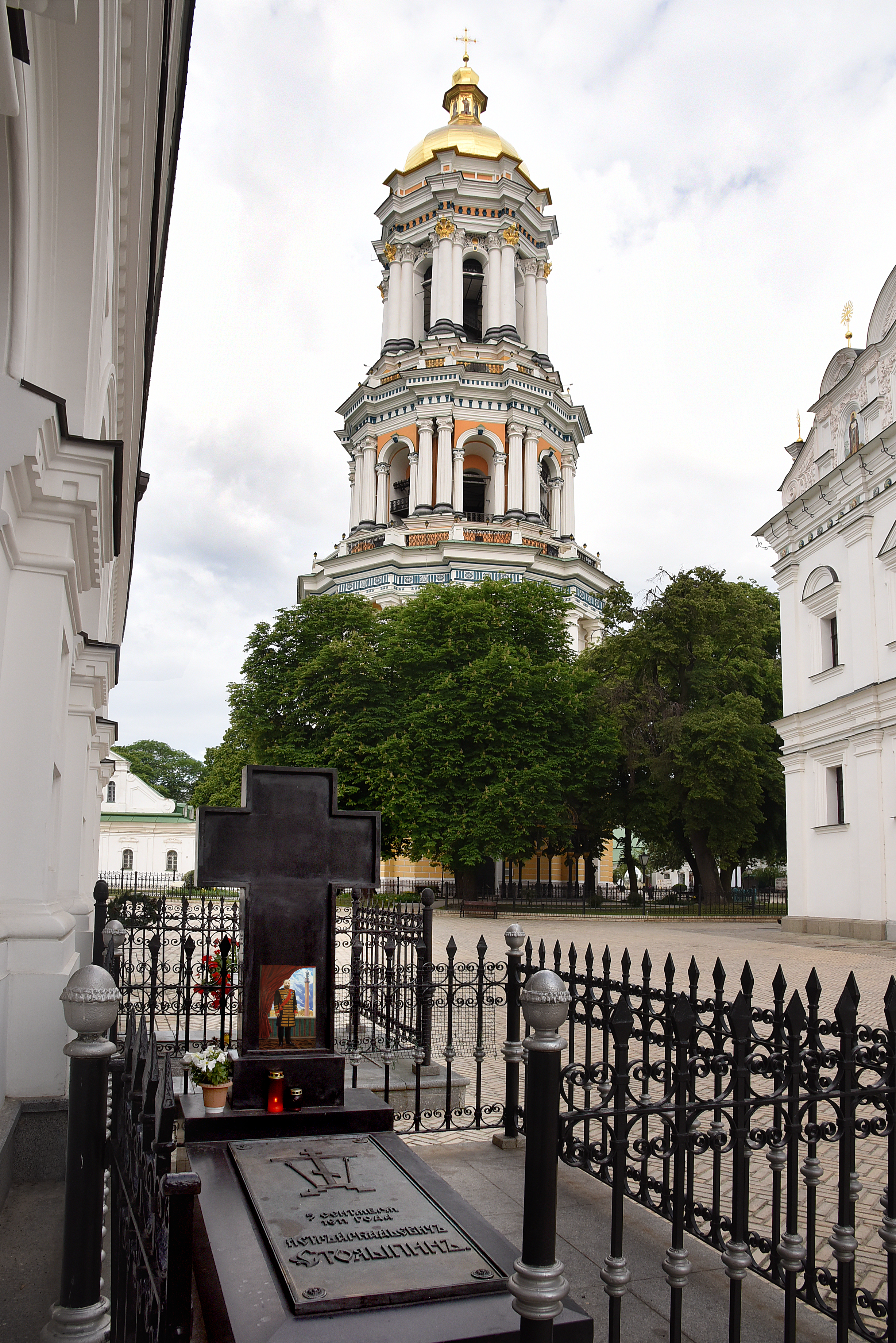
Grób Piotra Stołypina w Ławrze Peczerskiej w Kijowie